# Philpottia levinotis
Philpottia levinotis is een keversoort uit de familie Chalcodryidae. De wetenschappelijke naam van de soort is voor het eerst geldig gepubliceerd in 1974 door Watt.